# Paroligoneurus johnsoni
Paroligoneurus johnsoni är en stekelart som beskrevs av Muesebeck 1931. Paroligoneurus johnsoni ingår i släktet Paroligoneurus och familjen bracksteklar. Inga underarter finns listade i Catalogue of Life.